# Magistratus
Magistratus ordinarii (magistrați obișnuiți) și magistratus extraordinarii (magistrați extraordinari) erau două categorii de oficiali care dețineau putere politică, militară și, în unele cazuri, religioasă în Republica Romană. 
Magistrații obișnuiți erau aleși anual (exceptând cenzorul) și serveau pe un mandat de un an. De obicei cel puțin doi dintre magistrații obișnuiți erau aleși pentru a împiedica preluarea unei prea mari puteri de către o singură persoană. Prin contrast, magistrații extraordinari erau aleși doar în circumstanțe speciale și nu totdeauna aveau un coleg. Ei erau superiorii magistraților obișnuiți.

## Magistrați obișnuiți
- Tribun
- Chestor
- Edil
- Pretor
- Consul
- Cenzor

## Magistrați extraordinari
- Dictator
- Maestrul cailor
- Decemviri
- Tribun consular